# Kalimeris
Kalimeris (Kalimeris (Cass.) Cass.) – rodzaj roślin z rodziny astrowatych (Compositae Gis.). Według The Plant List w obrębie tego rodzaju znajduje się co najmniej 15 gatunków o nazwach zweryfikowanych i zaakceptowanych, podczas gdy kolejnych 13 taksonów ma status gatunków niepewnych (niezweryfikowanych). Występuje naturalnie na obszarze od Azji Środkowej po jej wschodnią i południowo-wschodnią część. Gatunkiem typowym jest K. incisa (Fisch.) DC.

## Morfologia
PokrójMniej lub bardziej owłosione byliny. Zazwyczaj mają kłącza.
LiścieZazwyczaj są pierzasto-dzielne, rzadko zdarzają się wcinane lub ząbkowane.
KwiatyZebrane w koszyczki, które z kolei mogą występować pojedynczo lub zebrane po kilka w luźne baldachogrona. Okrywa ma półkulisty kształt, a jej listki (równej długości) zebrane są w dwóch lub trzech okółkach. W środku koszyczka znajdują się kwiaty rurkowate, zaś kwiaty języczkowe znajdują się na brzegu koszyczka. Kwiaty języczkowe są żeńskie, o płatku barwy białej, jasnoniebieskiej lub purpurowej, na końcu ząbkowanym. Kwiaty rurkowate są obupłciowe i mają żółtą barwę.
OwoceMają puch kielichowy w formie wolnych lub zrośniętych u podstawy łusek.
Rodzaje podobneRośliny są podobne do rodzaju aster (Aster L.).

## Systematyka

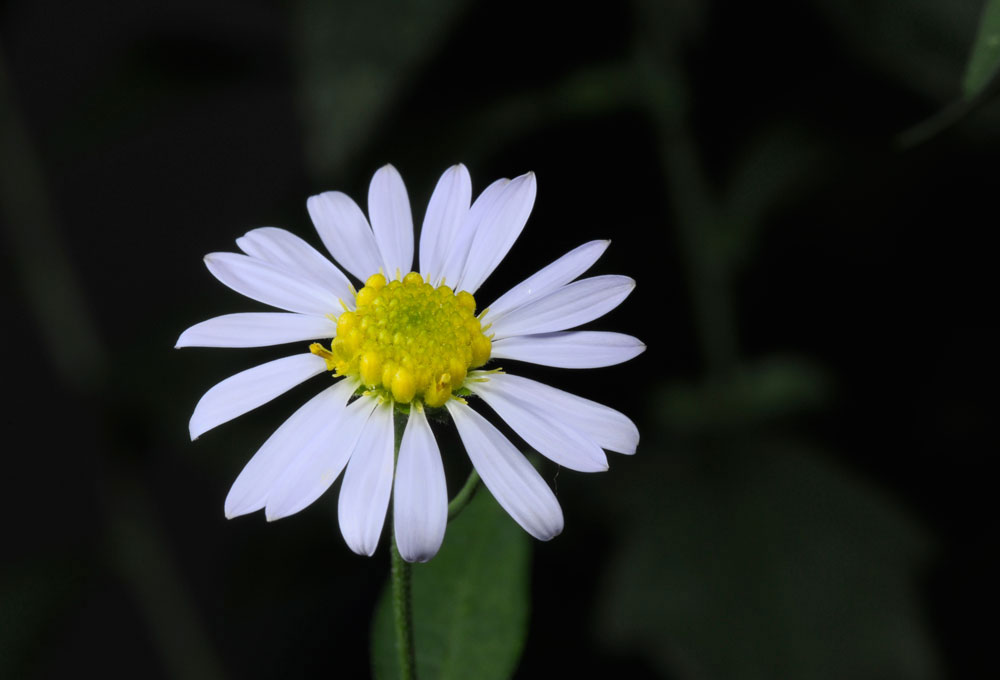
Kalimeris indica

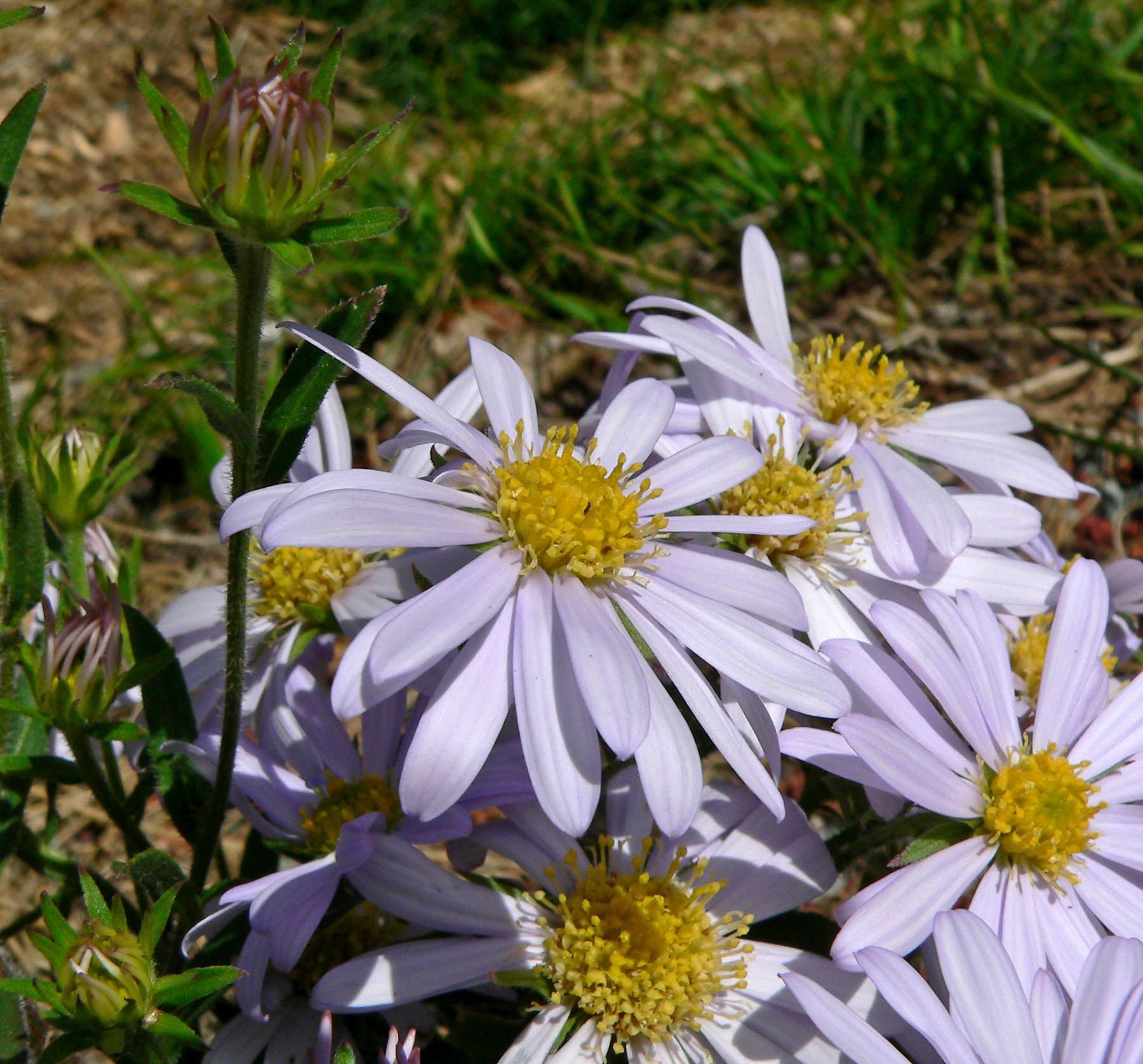
Kalimeris integrifolia

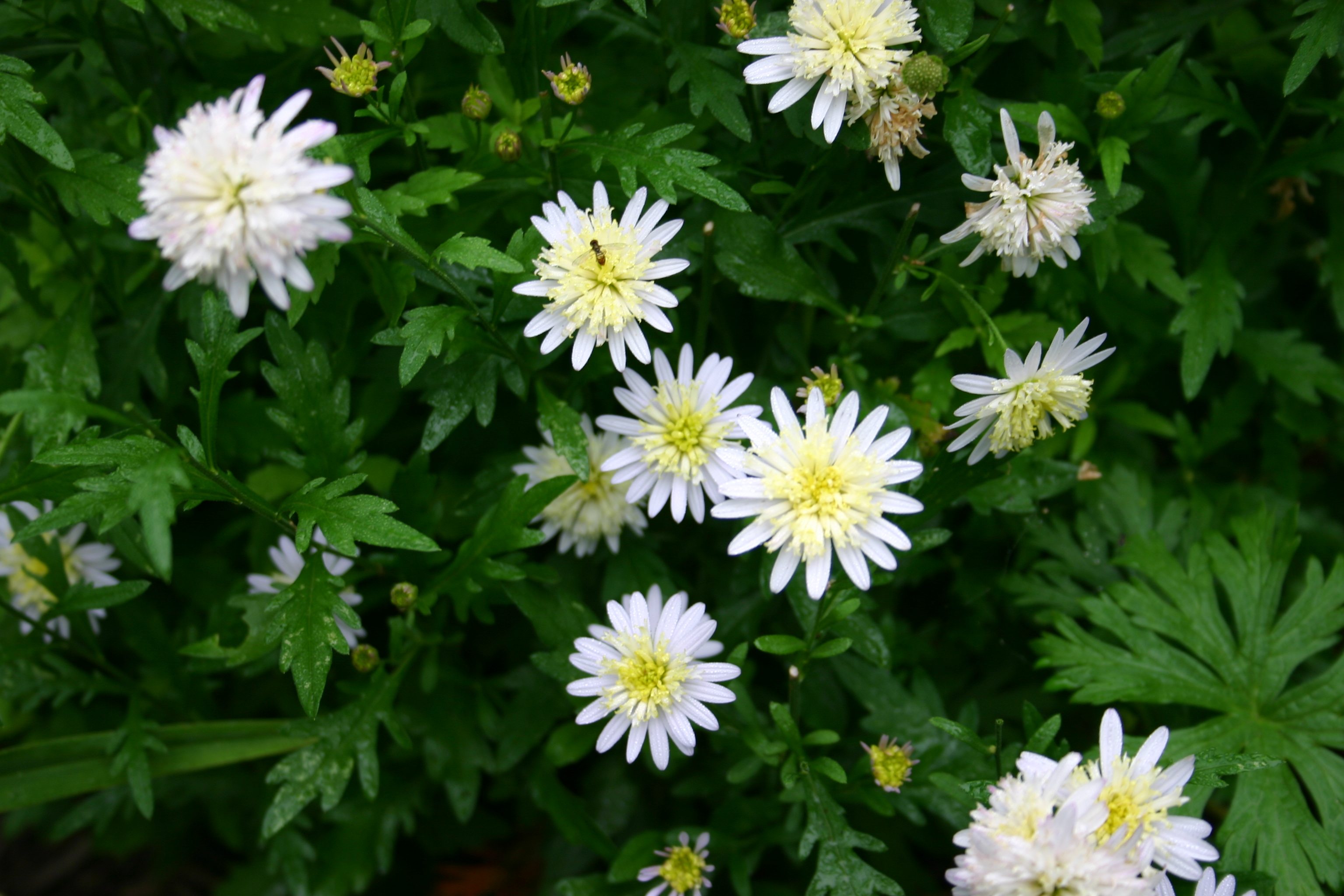
Kalimeris mongolica

Pozycja systematyczna według APweb (aktualizowany system APG III z 2009)Angiosperm Phylogeny Website adaptuje podział na podrodziny astrowatych (Asteraceae) opracowany przez Panero i Funk w 2002, z późniejszymi uzupełnieniami. Zgodnie z tym ujęciem rodzaj kalimeris (Kalimeris (Cass.) Cass.) należy do plemienia Astereae, podrodziny Asteroideae. W systemie APG III astrowate są jedną z kilkunastu rodzin rzędu astrowców (Asterales), wchodzącego w skład kladu astrowych w obrębie dwuliściennych właściwych.
Lista gatunków
| - Kalimeris altaica (Willd.) Nees - Kalimeris associata (Kitag.) Kitag. - Kalimeris ciliosa Turcz. - Kalimeris coronata Sch.Bip. - Kalimeris hispida (Thunb.) Nees - Kalimeris incisa (Fisch.) DC. – kalimeris wciętolistna - Kalimeris indica (L.) Sch.Bip. - Kalimeris integrifolia Turcz. ex DC. | - Kalimeris lancifolia J.Q.Fu - Kalimeris longipetiolata (C.C.Chang) Ling - Kalimeris mongolica (Franch.) Kitam. - Kalimeris procera (Hemsl.) S.Y.Hu - Kalimeris shimadai (Kitam.) Kitam. - Kalimeris smithianus (Hand.-Mazz.) S.Y.Hu - Kalimeris tatarica Lindl. ex DC. |

## Zastosowanie
Niektóre gatunki uprawiane są jako rośliny ozdobne. Nadają się szczególnie na skalniaki lub rabaty. 

## Uprawa
Rośliny mogą być rozmnażane przez nasiona lub podział, a także poprzez ukorzenianie zielnych sadzonek.